# Andrzej Hundziak
Andrzej Eugeniusz Hundziak (ur. 11 marca 1927 w Krośniewicach  , zm. 9 sierpnia 2025 w Łodzi) – polski kompozytor, pedagog i animator życia muzycznego.

## Życiorys
W latach 1947–1953 studiował teorię muzyki pod kierunkiem Kazimierza Sikorskiego, Kazimierza Jurdzińskiego i Tomasza Kiesewettera w łódzkiej PWSM. Równocześnie w latach 1948–1951 studiował muzykologię  na Uniwersytecie Łódzkim. W 1960 podjął studia kompozytorskie u Tadeusza Szeligowskiego w PWSM w Warszawie, a po jego śmierci kontynuował je u Bolesława Woytowicza w PWSM w Katowicach, uzyskując w 1966 dyplom z wyróżnieniem. W 1967 wyjechał do Paryża, gdzie pogłębiał swą wiedzę z zakresu kompozycji u Nadii Boulanger . 
Przez wiele lat pracował w szkolnictwie muzycznym, działając równocześnie jako dyrygent chórów. Od 1974 wykładał w Akademii Muzycznej w Łodzi . W latach 1979–1981 był dyrektorem Teatru Wielkiego w Łodzi . Brał udział w organizowaniu wielu festiwali, konkursów i przeglądów muzycznych, m.in. Ogólnopolskiego Festiwalu Współczesnej Twórczości Muzycznej dla Dzieci i Młodzieży „Do-Re-Mi”. Był przewodniczącym Komisji do spraw twórczości dla dzieci i młodzieży przy Zarządzie głównym Związku Kompozytorów Polskich (ZG ZKP) oraz członkiem Narodowej Rady Kultury .

## Twórczość
Andrzej Hundziak komponował utwory orkiestralne i na instrumenty solowe z orkiestrą oraz utwory kameralne, wokalno-instrumentalne i wokalne – zarówno chóralne, jak i solowe, głównie dla dzieci. Pisał także muzykę do sztuk teatralnych. W swej twórczości dla dzieci i młodzieży posługiwał się zdobyczami współczesnej techniki kompozytorskiej. Często operował formą miniatury, czego przykładem są utwory Cyrk, Śpiewy i rytmy, Muzykujemy, Znajomi z telewizyjnego okienka i inne .

## Ordery i odznaczenia
- Krzyż Kawalerski Orderu Odrodzenia Polski (2017)[8][9]
- Złoty Krzyż Zasługi (1964)
- Srebrny Medal „Zasłużony Kulturze Gloria Artis” (2007)[10]
- Medal Senatu Rzeczypospolitej Polskiej (2005)
- Odznaka „Zasłużony Działacz Kultury” (1976)
- Honorowa Odznaka Miasta Łodzi (1961)
- Medal Stowarzyszenia Autorów ZAiKS (2009)[11]
- Medal Akademii Muzycznej w Łodzi (2001)

## Nagrody i wyróżnienia
- 1968 – wyróżnienie na konkursie na utwory chóralne Łódzkiego Towarzystwa Muzycznego za utwór Nadzieja
- 1977 – I nagroda na III Biennale Sztuki dla Dzieci w Poznaniu za piosenkę Do-re-mi
- 1980 – Nagroda Prezesa Rady Ministrów za twórczość dla dzieci i młodzieży
- 1982 – III nagroda na konkursie oddziału ZKP w Warszawie za Wyliczanki na chór żeński
- 1988 – wyróżnienie na konkursie kompozytorskim Stowarzyszenia Autorów ZAiKS w Warszawie za Modlitwę żałobną na chór mieszany
- 1996 – wyróżnienie na konkursie PZChiO w Wejherowie za utwory chóralne Pada śnieg i Kaszebsko królewo
- 2014 – Nagroda Pary Prezydenckiej (Bronisława i Anny Komorowskich) za wybitne osiągnięcia w twórczości dla dzieci i młodzieży w kategorii muzyka[12][13]

Źródło: )